# Стадион Фадиљ Вокри
Стадион Фадиљ Вокри (алб. Stadiumi Fadil Vokrri), раније познат као Градски стадион Приштина, вишенаменски је стадион у Приштини. Највише се користи за фудбалске утакмице, а домаћи је терен Приштине и репрезентације Републике Косово. Капацитет стадиона је око 13.500 седећих места. Назив носи у част југословенског и албанског фудбалера Фадиља Вокрија.

## Историја
Стадион је почео са изградњом 1951. а од 1953. године је у служби ФК Приштина. Привремене институције у Приштини су 9. јуна 2018 стадион преименовале из Градског стадиона Приштина на Стадион Фадиљ Вокри, након смрти Фадиља Вокрија истог дана, који је био фудбалски администратор, играч и на крају председник Фудбалског савеза Републике Косово. Ову промену најавио је Шпенд Ахмети, градоначелник Приштине.

### Значајни догађаји

#### Међународни концерти
Дана 17. децембра 2007. стадион је био попуњен са 25.000 људи први пут после Рата на Косову и Метохији на концерту америчког репера Фифти Сент. 10. јула 2010. амерички репер Снуп Дог наступио је на стадиону. Ово је други међународни концерт који је одржан у Приштини након концерта од Фифти цента 2007. године и више од 10.000 људи је присуствовало концерту.

#### Међународне утакмице
7. септембра 2002, по први пут након Рата на Косову и Метохији, одржана је пријатељска утакмица Косова и Метохије против Албаније и завршена победом од 0-1 за Албанију.

### Инаугурација
13. августа 2018, након реновирања, одржан је Косовски Суперкуп 2018. између победника фудбалске Суперлиге Косова за 2017-18, Дрита и Косовски куп 2017–18, Приштина.

| Дрита                                           | 2–1      | Приштина           |
| ----------------------------------------------- | -------- | ------------------ |
| Фидијан Гербеши 64’ (пен.) · Бетим Хакимуша 82’ | Извештај | Гутјер Макенда 34’ |

| Дрита | Приштина |

| 31          | Едван Бакај           |
| 5           | Ардијан Лимани        |
| 4           | Фирдан Гербешија 43’  |
| 13          | Лиридон Лечија 67’    |
| 11          | Перпарим Ливорека 85’ |
| 7           | Ендрит Краснићи 90+4’ |
| 25          | Бујар Шабани          |
| 27          | Ери Ламчја 55’ 75’    |
| 10          | Џевдет Шабани         |
| 93          | Наџи Незирај          |
| 22          | Бетим Хаџимуса        |
| Замене:     |                       |
| 1           | Леутрим Реџепи        |
| 99          | Дорант Рамандани      |
| 23          | Арбер Шала            |
| 8           | Еденилсон Бергонси    |
| 14          | Филонит Шаћири 75’    |
| 16          | Албин Краснићи 90+4’  |
| 74          | Зђим Мустафа          |
| Менаџер:    |                       |
| Беким Исуфи |                       |

| 12         | Висар Бекај        |
| 2          | Арменд Тачи        |
| 8          | Ахмет Халитија     |
| 3          | Џамал Арго         |
| 13         | Абдул Баширу       |
| 21         | Арђенд Мустафа     |
| 66         | Ергин Ахмети       |
| 15         | Готје Макенда      |
| 17         | Арбер Хоџа         |
| 19         | Ален Јашароски 84’ |
| 9          | Басит Абдул Халид  |
| Замене:    |                    |
| 1          | Албан Мућићи       |
| 88         | Перперим Османија  |
| 16         | Донат Хасанај      |
| 5          | Дијар Мифтарај     |
| 7          | Лорик Бошњаку 84’  |
| 26         | Лиридон Фетахај    |
| 22         | Кастриот Земани    |
| Менаџер:   |                    |
| Мирел Јоса |                    |

### Међународне утакмице
| #  | Датум               | Такмичење                          | Противник             | Резултат | Посета | Реф.        |
| -- | ------------------- | ---------------------------------- | --------------------- | -------- | ------ | ----------- |
| 1  | 7. септембар 2002.  | Пријатељска утакмица               | Албанија              | 0:1      | 25.000 | [ 1 ] [ 2 ] |
| 2  | 17. фебруар 2010.   | Пријатељска утакмица               | Албанија              | 2:3      | 10.000 | [ 3 ] [ 4 ] |
| 3  | 7. септембар 2014.  | Пријатељска утакмица               | Оман                  | 1:0      | 10.700 | [ 5 ]       |
| 4  | 10. октобар 2015.   | Пријатељска утакмица               | Екваторијална Гвинеја | 2:0      | 6.700  | [ 6 ]       |
| 5  | 13. новембар 2015.  | Пријатељска утакмица               | Албанија              | 2:2      | 38.000 | [ 7 ]       |
| 6  | 10. септембар 2018. | Лига нација 2018/19 — Д3           | Фарска Острва         | 2:0      | 12.667 | [ 8 ]       |
| 7  | 11. октобар 2018.   | Лига нација 2018/19 — Д3           | Малта                 | 3:1      | 12.365 | [ 9 ]       |
| 8  | 20. новембар 2018.  | Лига нација 2018/19 — Д3           | Азербејџан            | 4:0      | 13.000 | [ 10 ]      |
| 9  | 21. март 2019.      | Пријатељска утакмица               | Данска                | 2:2      | 13.000 | [ 11 ]      |
| 10 | 25. март 2019.      | Квалификације за ЕП 2020 — група А | Бугарска              | 1:1      | 12.580 | [ 12 ]      |
| 11 | 7. септембар 2019.  | Квалификације за ЕП 2020 — група А | Чешка                 | 2:1      | 12.678 | [ 13 ]      |
| 12 | 10. октобар 2019.   | Пријатељска утакмица               | Гибралтар             | 1:0      | 12.000 | [ 14 ]      |
| 13 | 14. октобар 2019.   | Квалификације за ЕП 2020 — група А | Црна Гора             | 2:0      | 12.494 | [ 15 ]      |